# Achilleion
L'Achilleion (in greco Αχίλλειο o Αχίλλειον?) è un palazzo fatto costruire a Corfù dall'Imperatrice Elisabetta d'Austria, anche nota come Sissi, dopo un suggerimento del console austriaco Alexander von Warsberg. Elisabetta era una donna ossessionata dalla bellezza, e molto vigorosa, ma tragicamente vulnerabile dopo la perdita dell'unico figlio maschio, il Principe Ereditario Rodolfo d'Austria nei fatti di Mayerling nel 1889. Un anno dopo nel 1890, costruì una residenza estiva nella regione di Gastouri (Γαστούρι), attualmente municipalità di Achilleion, a circa dieci chilometri a sud della città di Corfù. Il palazzo fu progettato dall'architetto napoletano Raffaele Carito ed ha la figura dell'eroe mitologico Achille come suo tema centrale.

## Storia
Corfù fu il luogo di vacanza preferito da Elisabetta, che fece costruire il palazzo poiché ammirava la Grecia, la sua lingua e la sua cultura. La posizione dell'Achilleion offre una vista panoramica della città di Corfù, a nord, e su l'intera parte meridionale dell'isola.
Guglielmo II di Germania lo comprò dagli eredi dell'imperatrice, frequentandolo ogni primavera fino al 1914, e partecipando agli scavi archeologici nella zona.
Durante la prima guerra mondiale fu occupato dalle truppe francesi e serbe, che ne fecero un ospedale. Alla firma del Trattato di Versailles il palazzo fu acquisito dallo Stato greco a titolo di riparazione di guerra.
Durante la seconda guerra mondiale fu di nuovo occupato dalle truppe dell'Asse; tornato poi alla Grecia con la liberazione, fu affittato ad una società (ancora tedesca), che tra il 1962 e il 1992 ne fece il primo casinò greco del dopoguerra, mentre il pianterreno veniva adibito a museo dedicato ai suoi antichi imperiali proprietari.
Oggi la residenza accoglie sporadicamente vertici europei, come la firma del Trattato di Corfù nel 1994, ma è utilizzato soprattutto come museo.

## L'Achilleion nel cinema
Nel 1981 vi fu girata la scena del casinò del dodicesimo film di James Bond, Solo per i tuoi occhi.